# Timonius gammillii
Timonius gammillii är en måreväxtart som beskrevs av Adolph Daniel Edward Elmer. Timonius gammillii ingår i släktet Timonius och familjen måreväxter. Inga underarter finns listade i Catalogue of Life.